# Михайлівська церква (Одеса, вулиця Маразліївська)
Михайлівська церква — православний храм в Одесі, який знаходився на вул. Маразліївська, 1а.
У 1930 зруйнована більшовиками під час Сталінського терору.

## Історія

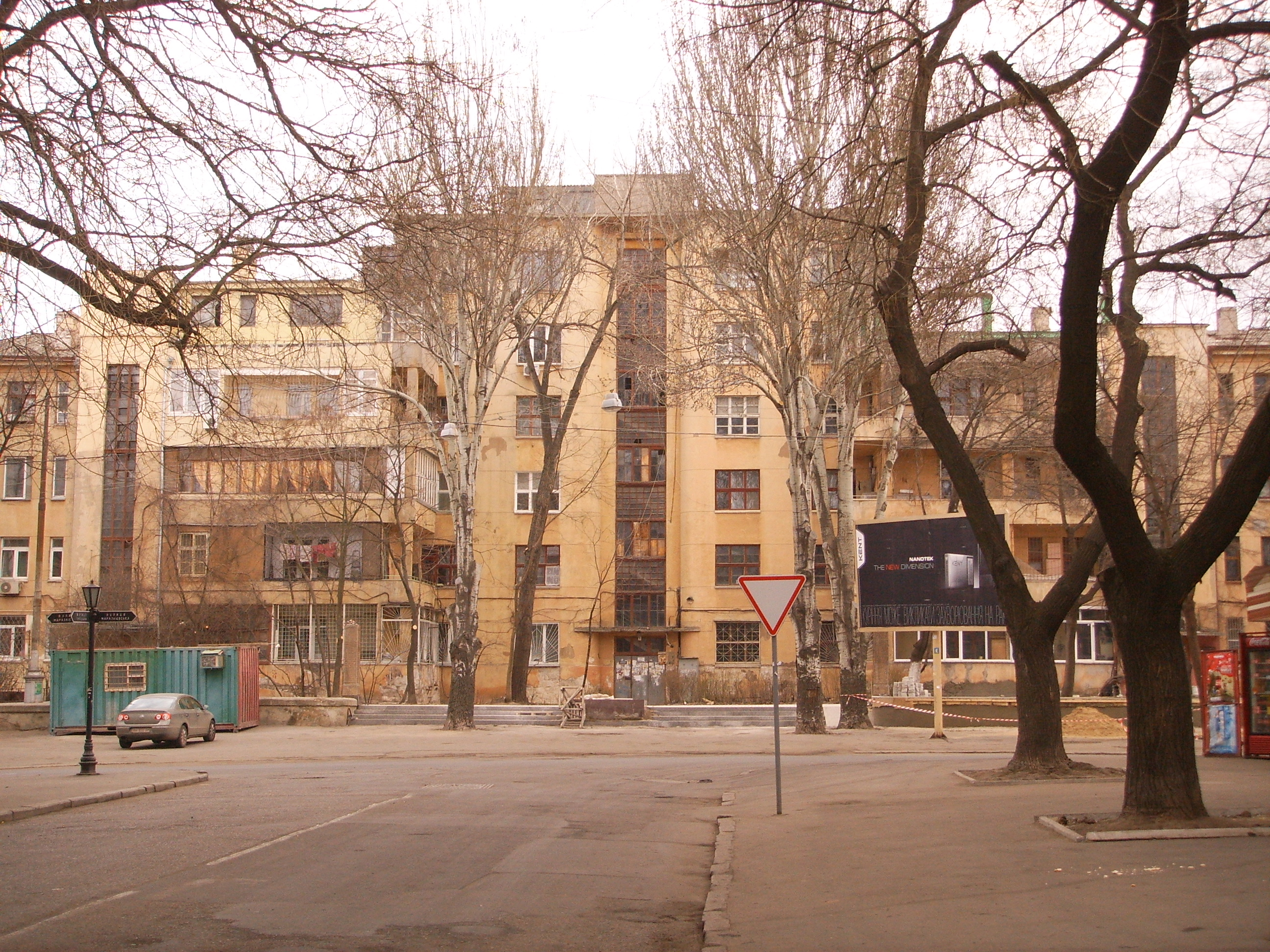
Місце, де була Михайлівська церква; нині тут житловий будинок у стилі конструктивізм

Церква була частиною комплексу Свято-Архангело-Михайлівського монастиря.
Побудована за проєктом італійського архітектора Джорджо Торічеллі в 1828-1835 роках навпроти перетину вулиць Нової (сучасна Маразліївська) та Троїцької. Завдяки саме цій церкві тодішня вулиця Нова у 1864 році отримала назву Михайлівська.
У 1930 церкву зруйнували більшовики і на її місці в 1931 році збудували житловий будинок для співробітників НКВС, який наразі вважають пам'яткою архітектури конструктивізму (архітектор Александр Дубінін).